# Pilea granulata
Pilea granulata är en nässelväxtart som beskrevs av Ignatz Urban och Ekman. Pilea granulata ingår i släktet pileor, och familjen nässelväxter. Inga underarter finns listade i Catalogue of Life.